# Iminokwasy

Kwas 1-pirolino-5-karboksylowy – przykład iminokwasu

Iminokwasy (kwasy iminokarboksylowe) – organiczne związki chemiczne zawierające grupę iminową (>C=NH) oraz grupę karboksylową (–COOH). Iminokwasem jest więc każdy kwas karboksylowy zawierający grupę iminową przyłączoną do jednego lub dwóch atomów węgla. Iminokwasy są podobne do aminokwasów, które zawierają grupę aminową (–NH2).
Iminokwasem często nazywa się nieprawidłowo prolinę zawierającą drugorzędową grupę aminową w układzie heterocyklicznym. Nazwa ta nie powinna być także używana w stosunku do imidokwasów.